# 健心連合会
健心連合会（けんしんれんごうかい）は大阪府大阪市浪速区に本部を置く暴力団で、神戸山口組の二次団体である。

## 幹部構成員
- 会長 - 伊藤寿邦（神戸山口組舎弟）[1]
- 副会長 - 高山勇男
- 若頭 - 小浦政美
- 舎弟頭 - 石井正博
- 本部長 - 川口研二